# Slůně na Králickém Sněžníku
Slůně na Králickém Sněžníku, nazývané také Kamenné slůně, je žulová skulptura slona nebo slůněte, která se nachází u zaniklé Lichtenštejnovy chaty, nedaleko od Pramene Moravy, pod vrcholem Králického Sněžníku v pohoří Králický Sněžník v Dolní Moravě v okrese Ústí nad Orlicí v Pardubickém kraji a regionu Morava.

## Historie a popis díla
Skulptura Slůně působí v horách „exoticky“, avšak stala se symbolem celé oblasti Králického Sněžníku. Slůně je umístěné na nevysokém pylonu (sloupu) z kamení.
O historii díla neexistuje mnoho dochovaných materiálů a jeho vznik souvisí s existencí tehdejší turistické Lichtenštejnovy chaty/boudy, která je dnes již ruinou. V této chatě se často scházela skupina mladých umělců pod vedením šumperského rodáka Kurta Halleggera, člena kulturní a umělecké skupiny Pražská secese zaměřené na sblížení Čechů a Němců v tehdejším Československu. Umělci si při svých setkáních oblíbili tehdy populární melodickou píseň „V ještědském údolí kvete šeřík“ (v německém originálu In Jeschental da blüht der Flieder). A právě podle této písně si umělecká skupina dala název „Jescher“, tj. odvozenina od hory Ještěd (německý název Ještědu je Jeschken). Skupina Jescher vznikla v roce 1922 a podle výše uvedené písně si za svůj symbol zvolila keř šeřík. Po nějakém čase však objevili problém, že symbolikou je Ještěd, ale Jescher se schází na Králickém Sněžníku. Později zjistili, že kýchající slon vydává zvuk „ješ“. Název Jescher si ponechali, ale nově jej spojovali se sloním kýcháním. Slůně přijali jako svůj nový symbol a začali se zdravit pozdravem „ješ“.
Socha Slůně vznikla v roce 1932 u příležitosti oslav 10. výročí vzniku skupiny Jescher. Sochařka Amei Hallegger (manželka Kurta Hallegera) navrhla skulpturu Slůně a realizaci provedla kamenická firma Förster ve Zlatých Horách.
Po druhé světové válce Lichtenštejnova chata chátrala, v roce 1971 byla stržena a Slůně je dnes jedinou připomínkou prvorepublikové turistiky na Králickém Sněžníku.

## Další informace
Slůně upírá svůj zrak směrem ke Starému Městu pod Sněžníkem a Hanušovické vrchovině. Místo je celoročně volně přístupné. Vedle Slůněte vede naučná stezka Králický Sněžník a také další turistické trasy.

## Galerie

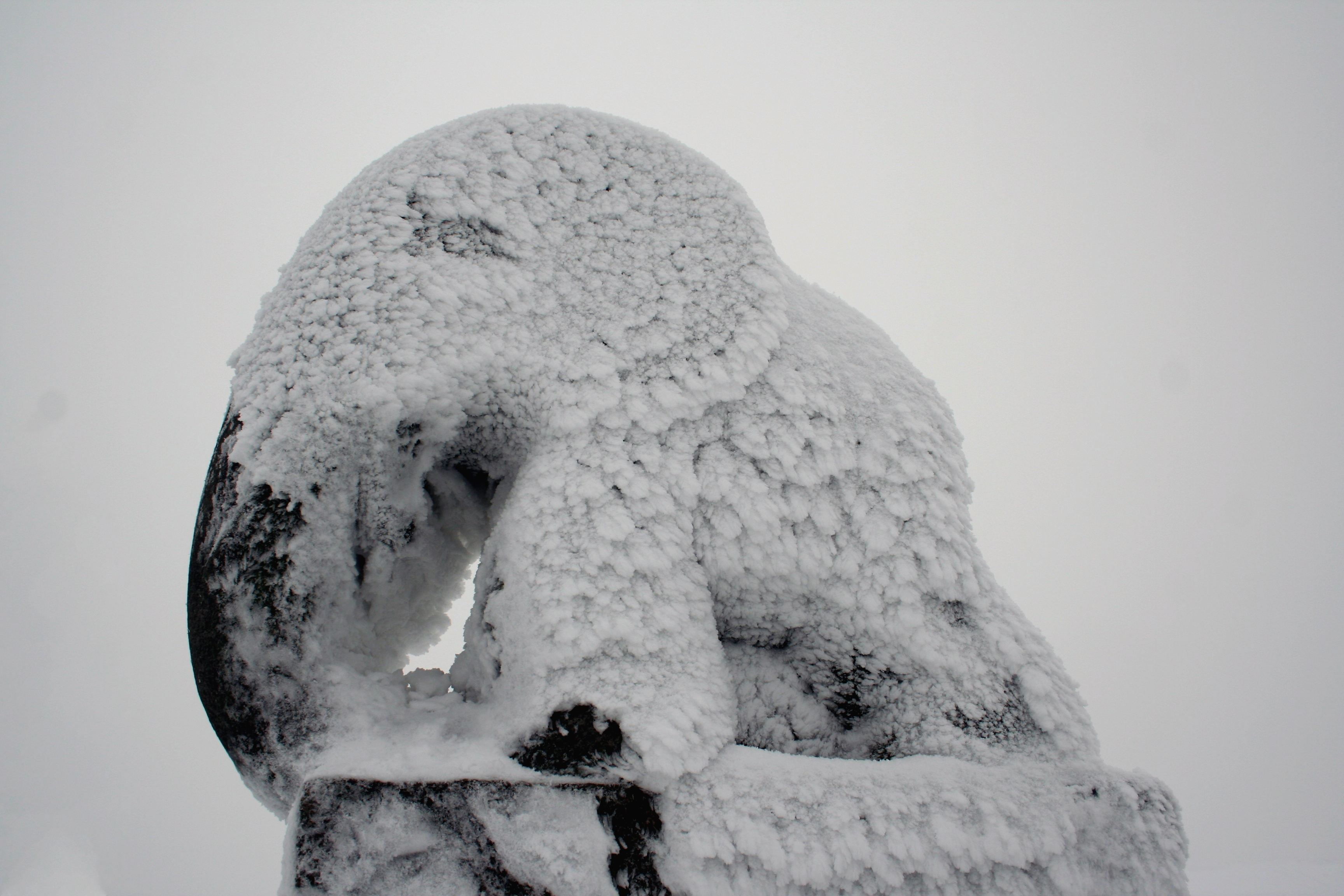
Detail sochy v zimě
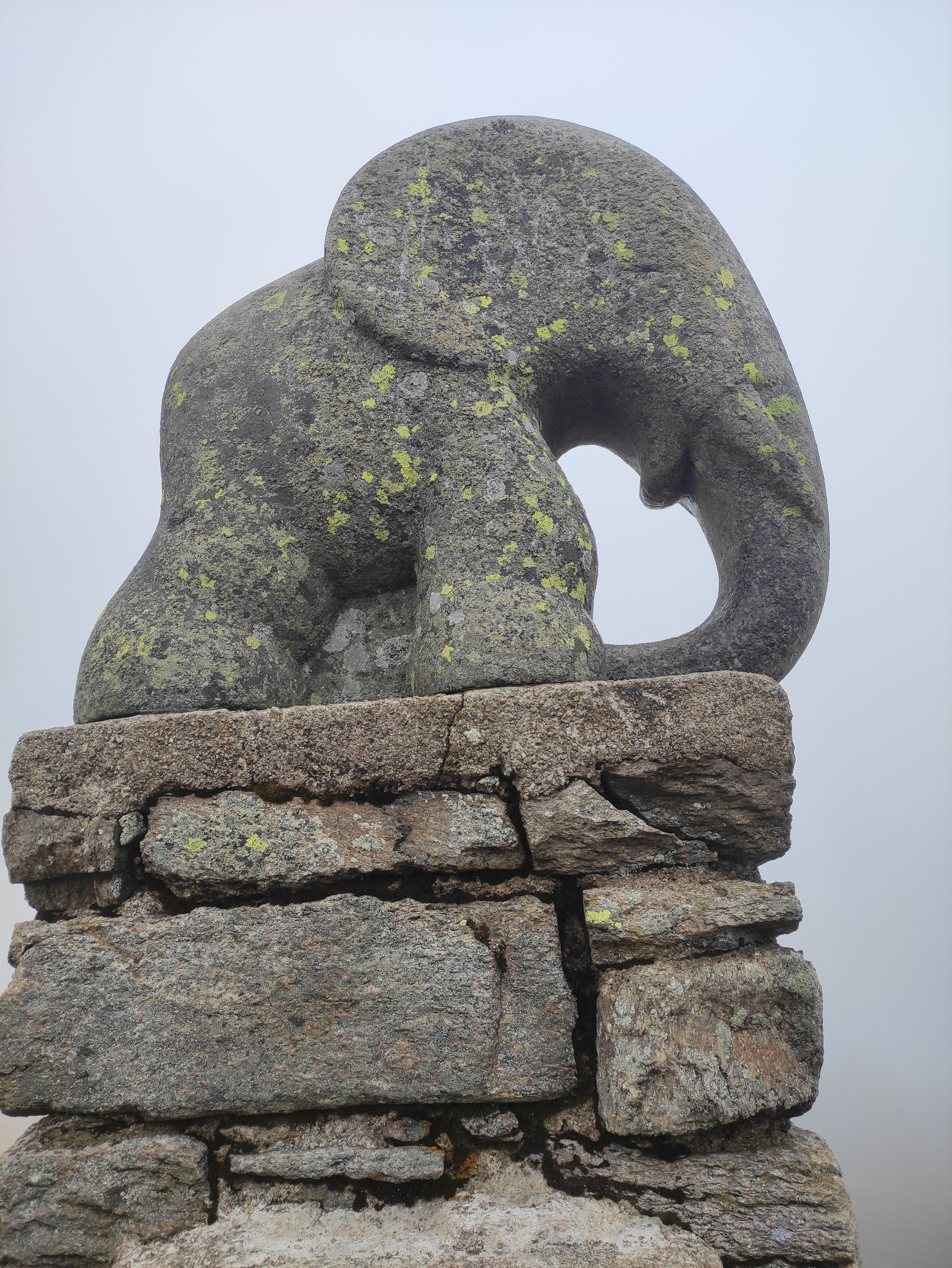
Detail sochy na jaře
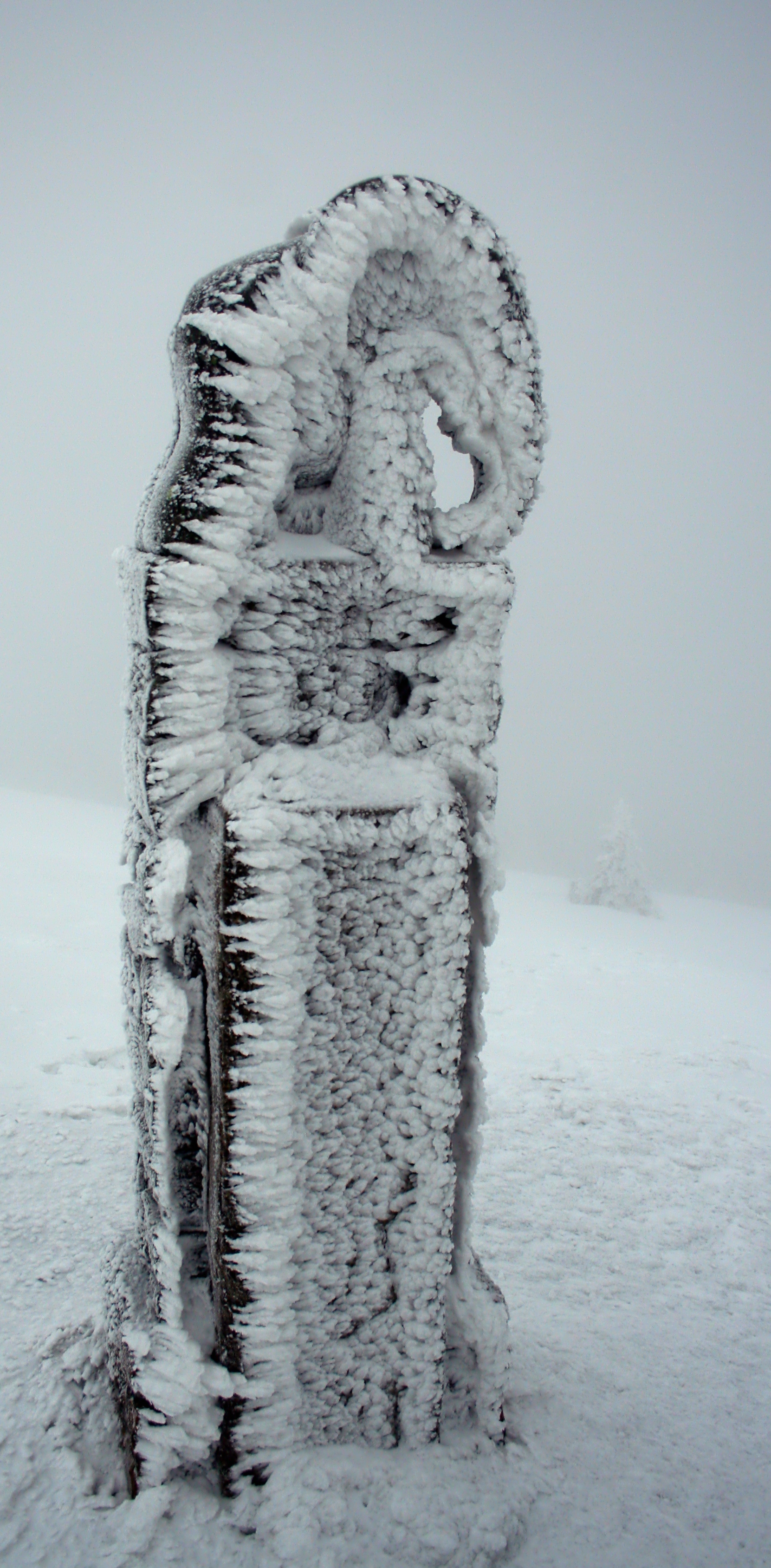
Celá socha v zimě
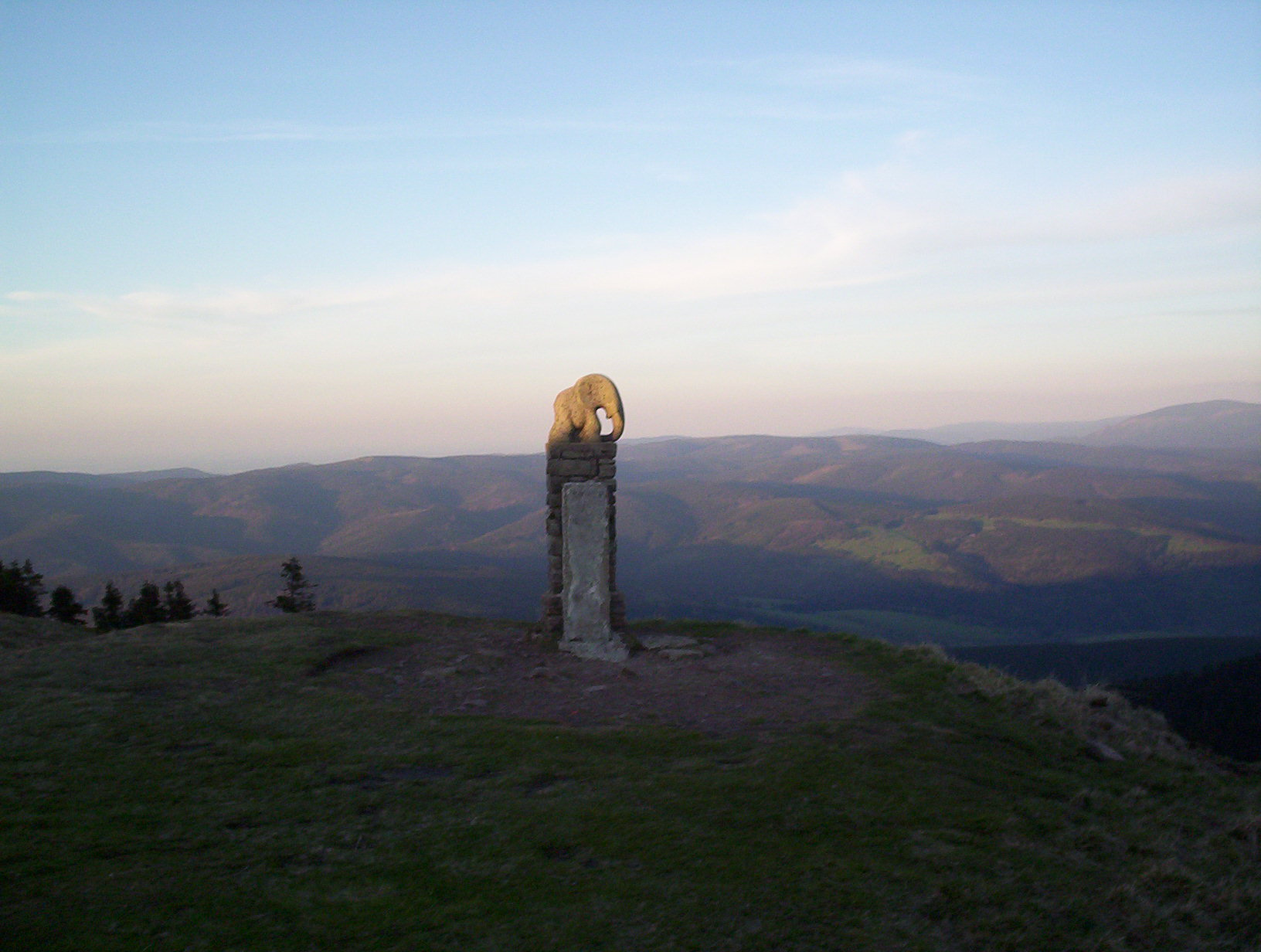
Západ slunce
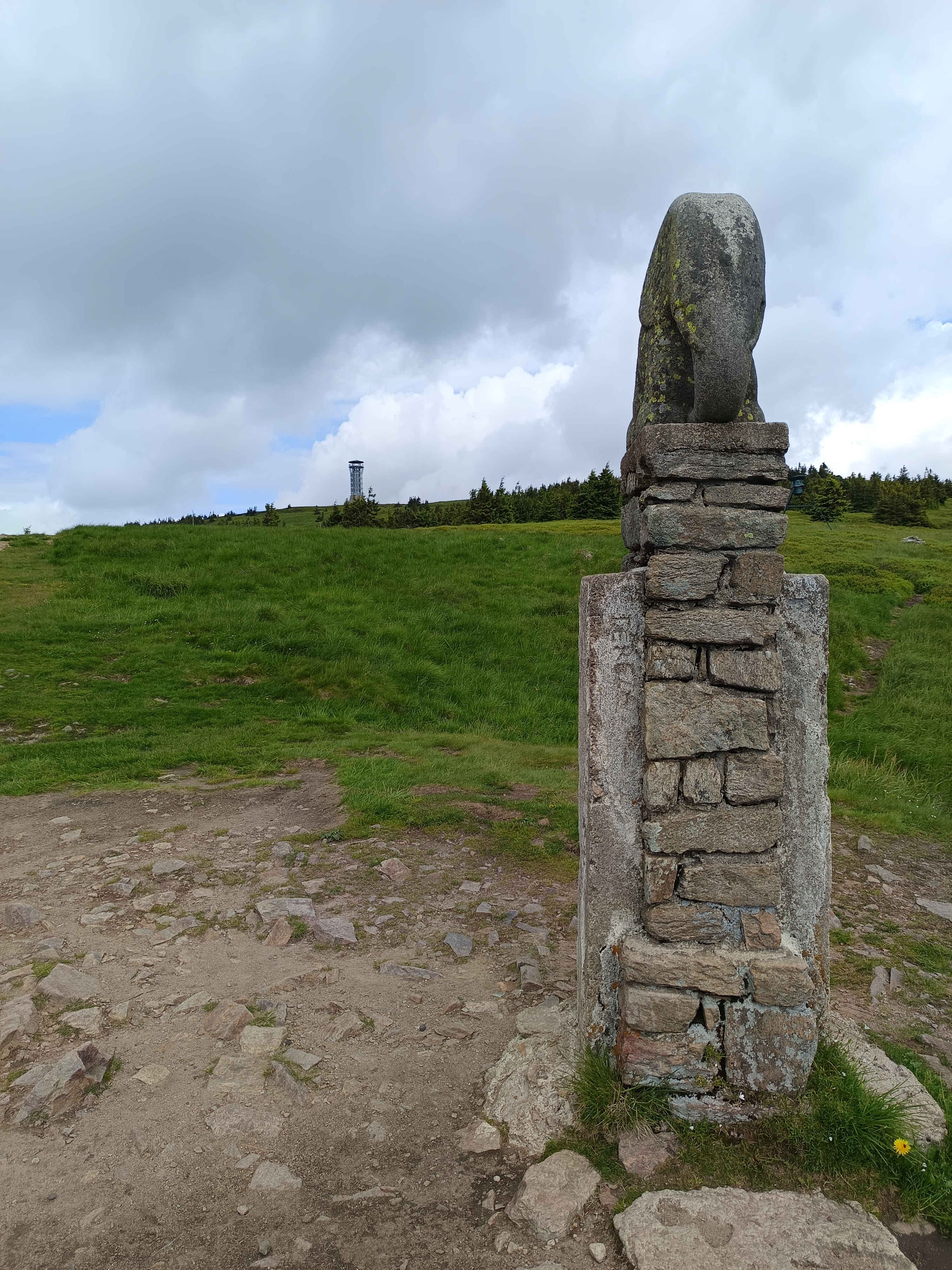
V pozadí rozhledna na Králickém Sněžníku